# Ceylonegel
Der Ceylonegel (Haemadipsa zeylanica) ist eine Art der Landegel (Haemadipsidae), die am Boden feuchter Wälder Südostasiens als Blut saugender Parasit verschiedene Wirbeltiere und auch den Menschen befällt.

## Merkmale

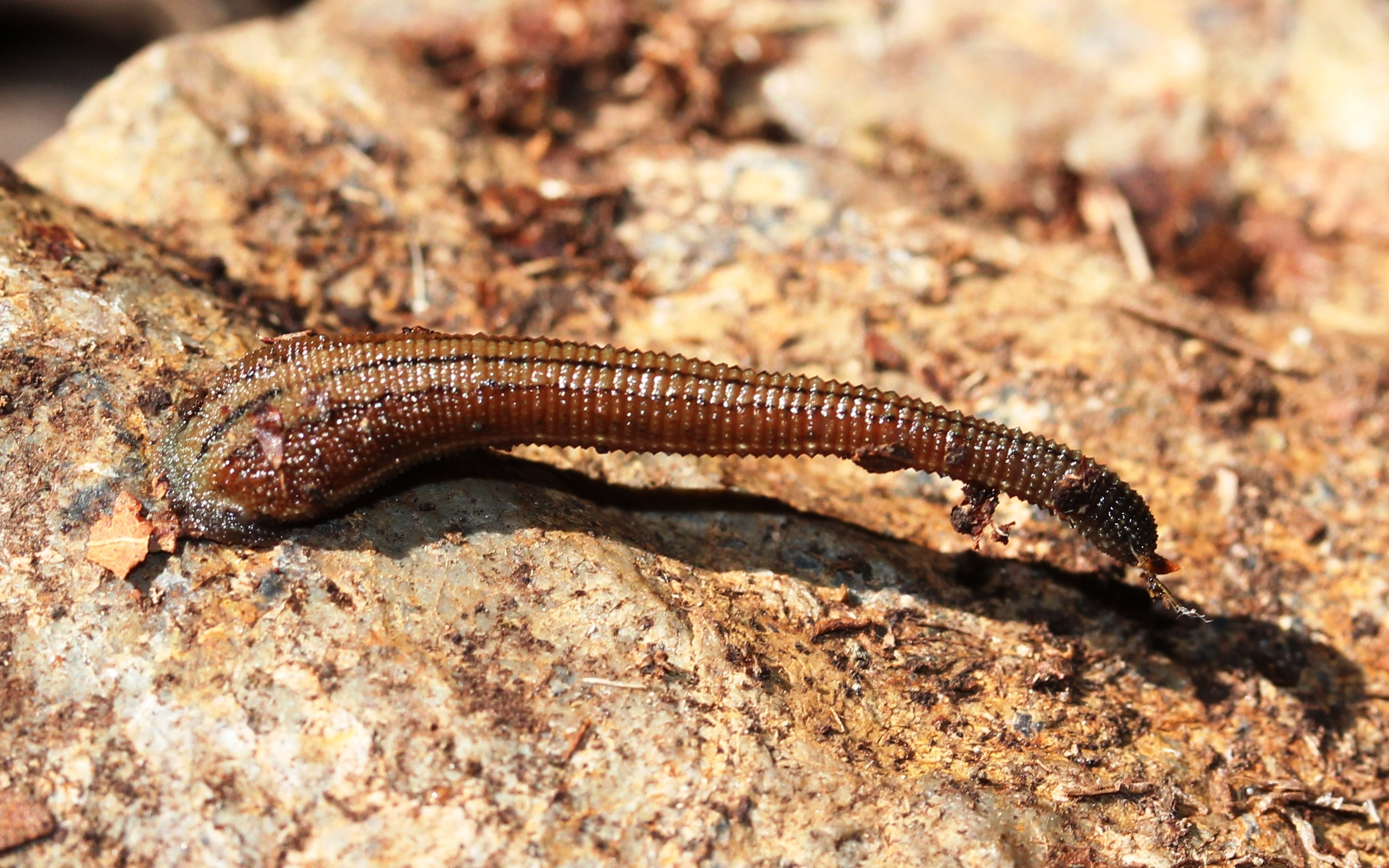
Haemadipsa zeylanica japonica in Japan

Der Körper von Haemadipsa zeylanica ist braun gefärbt und in der Regel in der Mitte des Rückens mit einem hellen oder dunklen Längsstreifen gezeichnet, doch können auch andere Muster auftreten. Die Zeichnung ist weniger auffällig leuchtend als bei Haemadipsa picta. Der Ceylonegel hat an der ventralen Oberfläche des hinteren Saugnapfes weniger als 80 Radialrippen. Anders als bei Haemadipsa sylvestris sind die Vertiefungen der Furchen an der Körperoberfläche wenig auffällig, insbesondere sind sie es nicht an den Segmenten 8 bis 12. Auch ausgestreckt wird der Egel kaum 4 cm lang nimmt dann eine sehr schlanke zylindrische Gestalt an. Wie andere Egel der Gattung Haemadipsa hat er drei Kiefer, die jeweils mit einer einfachen Zahnreihe versehen sind.
Bei der in Japan lebenden Unterart Haemadipsa zeylanica japonica, die von einigen Autoren auch als eigene Art Haemadipsa japonica Yang, 1996 (Japanischer Bergegel) geführt wird, sind sich abwechselnde drei dunkle, schmale und zwei hellere, breitere Längsstreifen auf dem Rücken sowie zwei schmale blassgelbe Längsstreifen an der Seite die Regel. Ein ähnliches Muster, bei dem die mittlere dunkle Linie unterbrochen ist, gibt es aber auch bei Unterarten in anderen Gegenden.

## Verbreitung

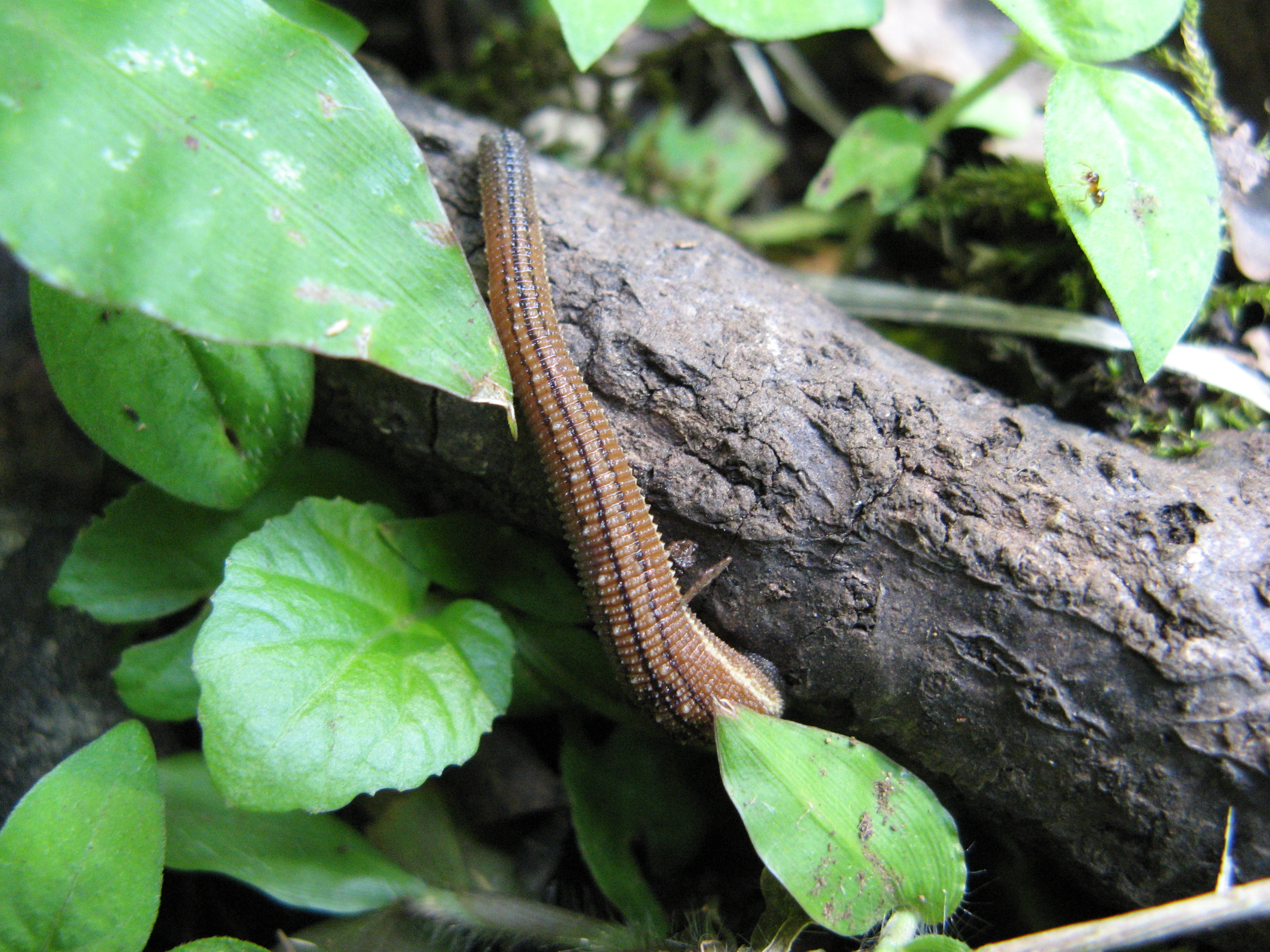
Japanischer Bergegel (Haemadipsa zeylanica japonica) in seinem Habitat

Haemadipsa zeylanica ist – seinem Namen „Ceylonegel“ zum Trotz – in ganz Südostasien von Indien, Nepal und Sri Lanka bis Japan und Indonesien verbreitet und durch mehrere geographische Unterarten vertreten. In Nepal gibt es die Unterart Haemadipsa zeylanica agilis Moore, 1927 mit schwarzen Flecken auf dem Rücken, von der Exemplare bis 15,5 mm Länge und 3,6 mm Breite bekannt sind. Auf Borneo leben die beiden Unterarten Haemadipsa zeylanica subagilis Moore, 1929 und Haemadipsa zeylanica sumatrana (Horst, 1884), letztere auch auf Sumatra. In Japan sind es der japanische Bergegel Haemadipsa zeylanica japonica Whitman, 1886 und Haemadipsa zeylanica rjukjuanaOka, 1910, die von manchen Autoren auch als eigene Arten Haemadipsa japonica und Haemadipsa rjukjuana geführt werden.

## Lebensraum und Lebensweise

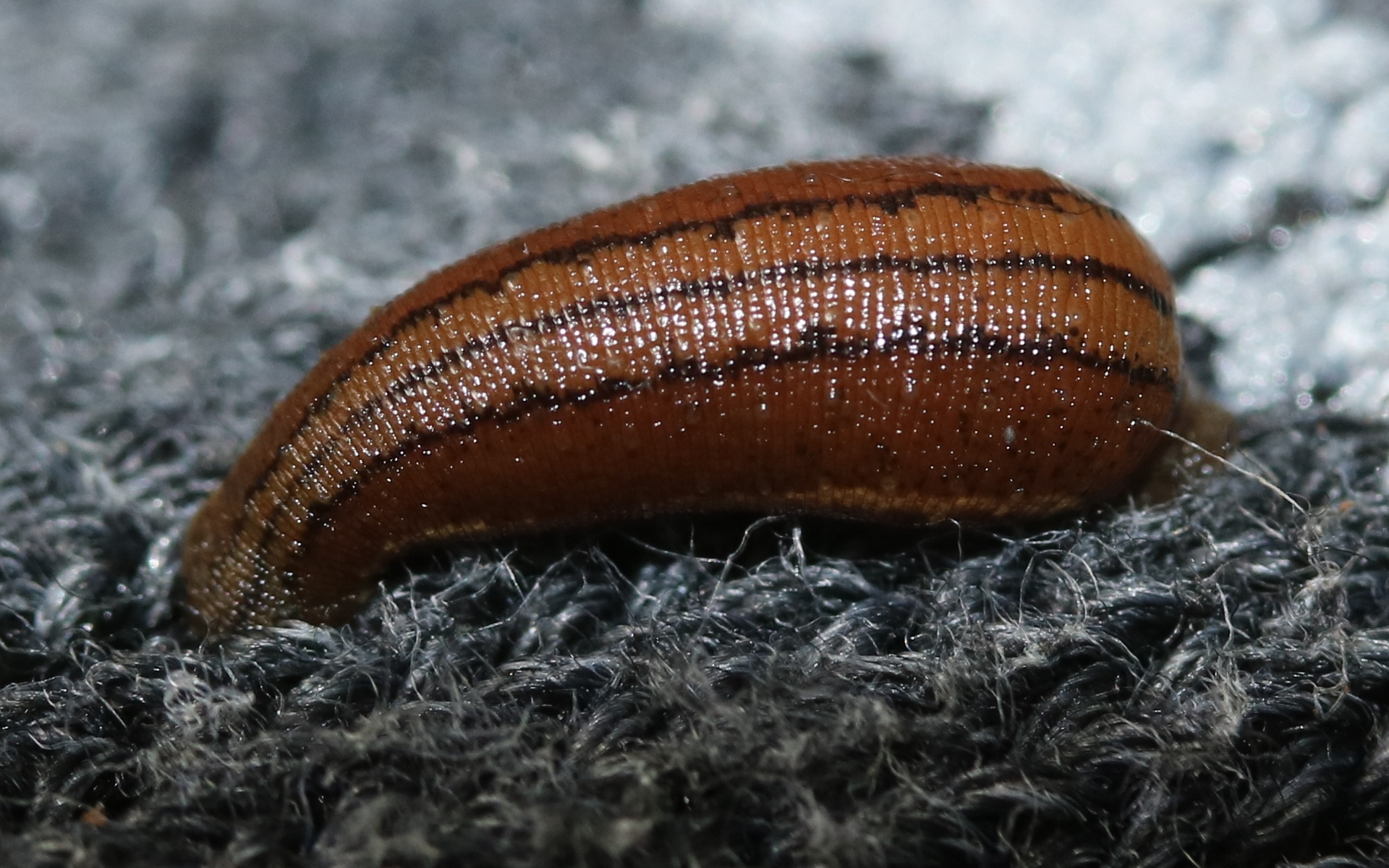
Haemadipsa zeylanica saugt durch eine Socke hindurch Blut

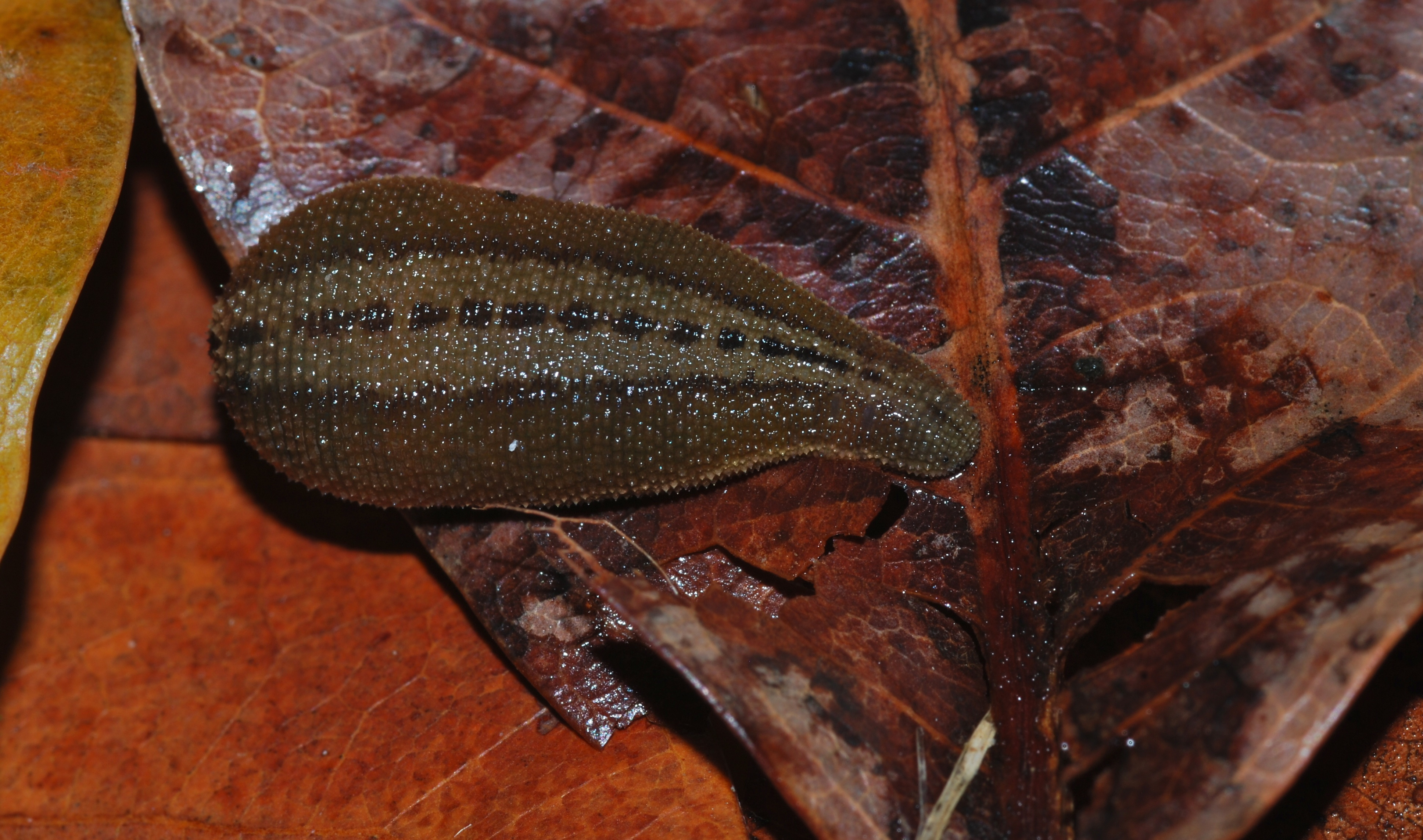
Haemadipsa zeylanica, satt und vollgesogen. Pahang, Malaysia

Der Ceylonegel ist ein Bodenbewohner feuchter Wälder, lebt aber auch in der Krautschicht unterhalb von 1 m. Deswegen greift er seinen Wirt zunächst meist an den Beinen an. Anders als bei Haemadipsa picta, doch ebenso wie bei Haemadipsa sylvestris wird sein Biss auf Grund der Wirkung eines Anaestheticums in seinem Speichel kaum bemerkt, so dass er sich oft unbemerkt mit Blut vollsaugt und dann fallen lässt. Er kann in einigen Gegenden sehr häufig werden und auch den Menschen in großer Zahl befallen.

## Fortpflanzungszyklus
Haemadipsa zeylanica erreicht ein Alter von etwa 5 Jahren. Wie andere Egel ist der Ceylonegel ein Zwitter, der als Kieferegel einen Penis besitzt. Bei der gegenseitigen Begattung wird das Sperma durch den Penis direkt in die Gonopore des Sexpartners übertragen. Die Eier werden in einem schützenden Kokon abgelegt, wo sie sich zu fertigen kleinen Egeln entwickeln. In Japan wird der japanische Hirsch Cervus nippon als wichtiger Wirt genannt, der als Vektor den Egel weit verbreitet.